# ジョー・カザーダ
ジョセフ・"ジョー"・カザーダ（Joseph "Joe" Quesada, 1962年1月12日 - ）はアメリカ合衆国の漫画家（エディター、ライター、アーティスト）である。

## 生い立ち
ニューヨークでキューバ系の両親のもとに生まれ、クイーンズ区のジャクソンハイツ周辺で育った。初めて夢中になったコミックは『アメイジング・スパイダーマン』の第98号である。
大学では視覚芸術学部でイラストレーションを学び、1984年にBFAを取得して卒業した。当時彼はコミックは子供のものだと考えており離れていたが、25歳のときにフランク・ミラーの『ダークナイト・リターンズ』を知って関心を取り戻した。。

## キャリア

### ライターとアーティスト
1990年代初頭にヴァライアント・コミックスフリーランスのアーティストとして働き始めた。ヴァライアント・コミックスでは『Ninjak』、『Solar, Man of the Atom』などの作画を手がけた。彼の絵はアレックス・トス、マイク・ミングノラ、アルフォンス・ミュシャの影響を受けている。DCコミックスでは、ライターのジャック・C・ハリスと共同で、ゴールデン・エイジのキャラクターであるレイのアップデート版を手がけた。1992年にはライターのデニス・オニールと共同でミニシリーズ『Batman: Sword of Azrael』でアズラエルを創造した。
その後カザーダはインカー仲間のジミー・パルミオッティと共に出版社イベント・コミックスを設立し、消防士のアッシュを生み出した。

### マーベル・コミック
1998年、第11章を申請したマーベル・コミックはカザーダをマーベル・ナイツに引き入れた。マーベル・ナイツのエディターのとしてカザーダは『デアデビル』、『パニッシャー』、『インヒューマンズ』、『ブラックパンサー』などを取り扱った。
マーベル・ナイツの2年半後の2000年、カザーダはボブ・ハラスに代わってマーベル・コミックの主筆となった。アーティストがマーベルの主筆となるのはカザーダが初めてである。
2010年6月2日、マーベルはマーベル・エターテインメントのチーフ・クリエイティブ・オフィサー（CCO）にカサーダを迎える予定であることを発表した。2011年11月4日、カザーダは主筆を辞任した。後任はアレックス・アロンソとなった。
カサ―ダは、後に彼が成し遂げた後に残すことができる有限のものとして編集長を常に見ていたと言って、彼の母校、School of Visual Artsの出版物であるVisual Arts Journalとの2011年のインタビューでこの決定を詳述したディズニーによるマーベルの買収が彼が探求したいと思った機会を広げたことを示している。 カサ―ダは、前編集長をマーベルの編集部の再構築とコミックコンテンツの監督だけに重点を置いていたものとして、彼の首席クリエイティブオフィサーの役割をいくつかの部門に創造的に関与させる役割を果たすものとして対照した。
2016年には、マーベルのNetflixシリーズのルーク・ケージのポスターをデザインした。このポスターは、7月のサンディエゴ・コミックコンで公開され、そのシリーズは9月20日に上演された。

## 受賞とノミネート
- 受賞: 1993年ダイヤモンド・ジェム・アワード ベストカバーアーティスト部門

## 私生活
既婚者であり、娘をもうけている。
ニューヨーク・メッツのファンである。

## ビブリオグラフィ

### DCコミックス
- Azrael/Ash (1997)
- Batman: Sword of Azrael #1-4 (1992–93) ミニシリーズ
- Question Quarterly #3, 5 (1991–92)
- The Ray #1-6 (1992) ミニシリーズ
- Spelljammer #8-13, 15 (1991)

### マーベル・コミック
- The Amazing Spider-Man #544-545, 601 (full art); #641 (along with Paolo Rivera, also writer) (2007–10)
- Daredevil, vol. 2, #1-11, 13-14 (full art); #50 (among other artists) (1998-2003); #12 (writer) (2000)
- Daredevil: Father, miniseries, (also as writer) #1-6 (2004–07)
- Friendly Neighborhood Spider-Man #24 (2007)
- Iron Man, vol. 3, #26-35, Annual 2000 (writer) (2000)
- Marvel Knights Double Shot (Punisher) #1 (2002)
- Midnight Sons Unlimited #1 (1993)
- NYX, miniseries, #1-7 (writer) (2003–05)
- The Sensational Spider-Man #41 (2007)
- Sleepwalker #12 (1992)
- What The--?! #13 (1991)
- X-Factor #87-92; Annual #7 (1992–93)
- X-Force #12-15 (1995)

### その他の出版社
- Ash #1, 1/2 (also writer) (Event, 1994–97)
- Ash: The Fire Within, miniseries, #2 (also writer) (Event, 1997)
- Deathmate: Epilogue (Image, 1994)
- Ninjak #1-3 (Acclaim, 1994)
- Painkiller Jane #1 (writer) (Dynamite, 2006)
- Painkiller Jane Zero #0 (writer) (Event, 1999)
- X-O Manowar #0 (Acclaim, 1993)